# As Is Now
As Is Now è un album di Paul Weller.

## Tracce
1. Blink And You'll Miss It – 3:23
2. Paper Smile – 3:06
3. Come On / Let's Go – 3:16
4. Here's The Good News – 2:57
5. The Start Of Forever – 4:56
6. Pan – 2:26
7. All On A Misty Morning – 4:30
8. From The Floorboards Up – 2:27
9. I Wanna Make It Alright – 3:39
10. Savages – 2:58
11. Fly Little Bird – 3:44
12. Roll Along Summer – 3:40
13. Bring Back The Funk (pts 1 & 2) – 7:13
14. The Pebble And The Boy – 5:03

Durata totale: 53:18